# Campioni italiani assoluti di atletica leggera indoor - Salto con l'asta maschile
Questa pagina raccoglie un elenco di tutti i campioni italiani dell'atletica leggera nel salto con l'asta indoor, specialità introdotta ai campionati italiani assoluti di atletica leggera indoor sin dalla prima edizione del 1970 e attualmente ancora parte del programma della manifestazione.

## Albo d'oro
| Anno | Atleta (società)                                      | Prestazione |
| ---- | ----------------------------------------------------- | ----------- |
| 1970 | Aldo Righi Lilion SNIA Milano                         | 4,70 m      |
| 1971 | Renato Dionisi Fiat Torino                            | 5,00 m      |
| 1972 | Silvio Fraquelli CUS Torino                           | 4,80 m      |
| 1973 | Renato Dionisi Fiat Torino                            | 5,00 m      |
| 1974 | Antti Kalliomäki Finlandia                            | 5,35 m      |
| 1975 | Claudio Di Addezio Centro Sportivo Carabinieri        | 4,80 m      |
| 1976 | Romuald Murawski Polonia                              | 5,20 m      |
| 1977 | Kjell Isaksson Svezia                                 | 5,20 m      |
| 1978 | Domenico D'Alisera Gruppi Sportivi Fiamme Gialle      | 5,00 m      |
| 1979 | Domenico D'Alisera Gruppi Sportivi Fiamme Gialle      | 5,00 m      |
| 1980 | Domenico D'Alisera Gruppi Sportivi Fiamme Gialle      | 5,20 m      |
| 1981 | Miro Zalar Svezia                                     | 5,47 m      |
| 1982 | Mauro Barella Gruppo Sportivo Fiamme Oro              | 5,30 m      |
| 1983 | Vincenzo Bellone CUS Torino                           | 5,00 m      |
| 1984 | Mauro Barella Gruppo Sportivo Fiamme Oro              | 5,35 m      |
| 1985 | Marco Andreini Gruppi Sportivi Fiamme Gialle          | 5,30 m      |
| 1986 | Marco Andreini Gruppi Sportivi Fiamme Gialle          | 5,40 m      |
| 1987 | Gianni Stecchi ASSI Banca Toscana Firenze             | 5,30 m      |
| 1988 | Enzo Brichese Gruppi Sportivi Fiamme Gialle           | 5,50 m      |
| 1989 | Enzo Brichese Gruppi Sportivi Fiamme Gialle           | 5,50 m      |
| 1990 | Andrea Pegoraro Centro Sportivo Carabinieri           | 5,50 m      |
| 1991 | Gianni Iapichino Gruppo Sportivo Fiamme Oro           | 5,30 m      |
| 1992 | Massimo Allevi Gruppo Sportivo Fiamme Azzurre         | 5,50 m      |
| 1993 | Andrea Pegoraro Centro Sportivo Carabinieri           | 5,62 m      |
| 1994 | Gianni Iapichino Gruppo Sportivo Fiamme Oro           | 5,60 m      |
| 1995 | Gianni Iapichino Gruppo Sportivo Fiamme Oro           | 5,50 m      |
| 1996 | Maurilio Mariani Centro Sportivo Carabinieri          | 5,60 m      |
| 1997 | Andrea Giannini Gruppi Sportivi Fiamme Gialle         | 5,50 m      |
| 1998 | Fabio Pizzolato Gruppo Sportivo Fiamme Azzurre        | 5,70 m      |
| 1999 | Maurilio Mariani Centro Sportivo Carabinieri          | 5,40 m      |
| 2000 | Massimo Allevi Gruppo Sportivo Fiamme Azzurre         | 5,40 m      |
| 2001 | Giuseppe Gibilisco Gruppi Sportivi Fiamme Gialle      | 5,40 m      |
| 2002 | Giuseppe Gibilisco Gruppi Sportivi Fiamme Gialle      | 5,50 m      |
| 2003 | Maurilio Mariani Centro Sportivo Carabinieri          | 5,40 m      |
| 2004 | Giuseppe Gibilisco Gruppi Sportivi Fiamme Gialle      | 5,40 m      |
| 2005 | Giorgio Piantella Centro Sportivo Carabinieri         | 5,30 m      |
| 2006 | Matteo Rubbiani Centro Sportivo Aeronautica Militare  | 5,30 m      |
| 2007 | Giorgio Piantella Centro Sportivo Carabinieri         | 5,50 m      |
| 2008 | Matteo Rubbiani Centro Sportivo Aeronautica Militare  | 5,30 m      |
| 2009 | Giorgio Piantella Centro Sportivo Carabinieri         | 5,50 m      |
| 2010 | Giorgio Piantella Centro Sportivo Carabinieri         | 5,40 m      |
| 2011 | Giorgio Piantella Centro Sportivo Carabinieri         | 5,55 m      |
| 2012 | Claudio Stecchi Gruppi Sportivi Fiamme Gialle         | 5,60 m      |
| 2013 | Giorgio Piantella Centro Sportivo Carabinieri         | 5,50 m      |
| 2014 | Alessandro Sinno Centro Sportivo Aeronautica Militare | 5,35 m      |
| 2015 | Marco Boni Centro Sportivo Aeronautica Militare       | 5,40 m      |
| 2016 | Alessandro Sinno Centro Sportivo Aeronautica Militare | 5,35 m      |
| 2017 | Giorgio Piantella Centro Sportivo Carabinieri         | 5,40 m      |
| 2018 | Claudio Stecchi Gruppi Sportivi Fiamme Gialle         | 5,55 m      |
| 2019 | Alessandro Sinno Centro Sportivo Aeronautica Militare | 5,40 m      |
| 2020 | Max Mandusic Trieste Atletica                         | 5,45 m      |
| 2021 | Max Mandusic Gruppi Sportivi Fiamme Gialle            | 5,52 m      |
| 2022 | Matteo Oliveri Atletica Virtus Lucca                  | 5,37 m      |
| 2023 | Matteo Oliveri Atletica Virtus Lucca                  | 5,43 m      |